# Зарецкий, Андрей Антонович
Андрей Антонович (Андреевич) Зарецкий (1864—1919) — русский художник.

## Биография
Родился 5 декабря (17 декабря по новому стилю) 1864 года в г. Гадяч Полтавской губернии в семье мещан.
В детстве проявлял склонность к рисованию. В 1878 г. вместе с С. Коровиным, С. Светославским, С. Милорадовичем работал в мастерской А. К. Саврасова в Московском училище живописи, ваяния и зодчества (см. воспоминания С. Д. Милорадовича о Левитане). В 1883 году поступил вольнослушателем, а с 1885 года стал учеником Московского училища живописи, ваяния и зодчества, где обучался живописи у В. Е. Маковского, В. Д. Поленова, Е. С. Сорокина.
Осенью 1886 года Зарецкий стал одним из основателей неформального объединения московских художников, приверженцев реалистического направления живописи — «Среда». Его членами стали И. Левитан, К. Коровин, А. Ефимов, С. Иванов, К. Петров-Водкин, С. Ягужинский, братья Васнецовы.
Зарецкий много путешествовал, проводил летние каникулы в родной Полтавской, Таврической и Тульской губерниях.
В 1889 и 1890 годах Андрей Зарецкий удостаивался медалей, а в 1893 году вместе с большой серебряной медалью за картину «Пристань» получил звание классного художника.
Был участником выставок Московского училища живописи, ваяния и зодчества, Московского общества любителей художеств (1890—1908), Товарищества передвижных художественных выставок (1890—1893, 1897, 1899—1901), первой выставки этюдов, рисунков, эскизов ТПХВ в Санкт-Петербурге (1903), 3-й выставки картин «Московского товарищества художников» (1895), выставок Товарищества южнорусских художников (1899—1901), выставки московских любителей-коллекционеров в Санкт-Петербурге (1910), выставки картин «Художники — товарищам воинам» в Москве (1914). В 1895 году в рамках подготовки XVI Всероссийской художественно-промышленной выставки 1896 года в Нижнем Новгороде, А. А. Зарецкий участвовал в Каспийской экспедиции, писал виды городов каспийского побережья и среднеазиатских рек Амударья и Сырдарья.
Октябрьская революция застала А. А. Зарецкого в Лебедянском уезде. В 1917 году, когда имения стали подвергаться массовым погромам, Зарецкий вместе с другими помещиками уезда, пытавшимися защитить частную собственность, учредил Лебедянский союз землевладельцев.
В 1919 году художник заболел и умер. Похоронен в с. Шовское Лебедянского района.
В РГАЛИ имеются материалы, относящиеся к А. А. Зарецкому.

### Семья
В 1891 году Андрей Зарецкий женился на лебедянской дворянке Серафиме Николаевне Бобровой и поселился в имении Бобровых в селе Шовское Лебедянского уезда.
Здесь у потомственного почётного гражданина Андрея Антоновича Зарецкого и его жены дворянки Серафимы Николаевны родились сыновья Владимир (20.06.1891), Сергей (10.12.1894), Борис (7.09.1896) и Георгий (30.12.1902), дочери Варвара (6.05.1898), Зоя (15.02.1901) и Анна (7.03.1907).

## Труды
В настоящее время картины А. А. Зарецкого экспонируются в Ярославском художественном музее, музее-усадьбе В. Д. Поленова в Тульской области, хранятся в фондах Государственной Третьяковской галереи, Ярославском историко-архитектурном и художественном музее-заповеднике и частных коллекциях.